# Inmigración armenia en Colombia
La inmigración armenia en Colombia comenzó a principios del siglo XX, huyendo principalmente del genocidio armenio de 1914 y 1923 y las masacres de Hamidian.

## Historia
La mayoría de los inmigrantes armenios en Colombia se establecieron en una ciudad fundada en 1889 por Jesús María Ocampo, que se convirtió en la actual Armenia. La ciudad recibió su nombre en honor al reconocimiento a los armenios asesinados por los otomanos en las masacres hamidianas de 1894 a 1897, y más tarde del genocidio armenio.
A principios de la década de 1940, la mayoría de los armenios asentados provenientes de la Armenia Soviética eran sobrevivientes del genocidio, los cuales no se integraron en la sociedad soviética después de su repatriación. Entre 1944 y 1947, muchos armenios étnicos de Medio Oriente (principalmente de Siria, Líbano, Irán, Egipto, Irak y Turquía), la Unión Soviética y Grecia llegaron a Colombia a causa de la Segunda Guerra Mundial. 
En la década de 1950, los armenios provenientes de la Unión Soviética, Líbano, Irán, Egipto, Siria, Turquía y demás países del Medio Oriente comenzaron a emigrar en grandes cantidades, muchos huyendo de la inestabilidad política en sus países. Una vez en Colombia, los inmigrantes armenios comenzaron a perder sus apellidos, conservando sólo sus nombres. En 1954, el obispo católico armenio Cyril Zohrabian visitó Colombia y declaró que el primer inmigrante armenio en Colombia llamado Hovhannesov, provino de Rusia y se estableció en el país 20 años antes.
La Guerra Civil Libanesa de 1975 y la Revolución Iraní en 1979 causaron una importante migración armenia debido a la inestabilidad política. A principios de la década de 1980, alrededor de 900 armenios étnicos del Medio Oriente se establecieron en Bogotá, Cartagena, Riohacha, Medellín, Pereira  y Armenia. Las comunidades armenias asentadas estaban bien establecidas e integradas, pero no asimiladas a las poblaciones locales.

## Idioma
La mayoría de los armenios que viven en Colombia hablan el idioma armenio. Hay dos formas estandarizadas distintas del idioma armenio: el armenio occidental y el armenio oriental, los cuales se hablan ampliamente entre la comunidad armenia colombiana. Los armenios de Turquía, Líbano, Siria y algunos otros países hablan el dialecto occidental, que se habló en la Armenia turca y las regiones orientales de Turquía con presencia armenia histórica. 
El armenio oriental se habla principalmente en la República de Armenia e Irán, aunque los armenios iraníes tienen su propio dialecto; en Colombia, los hablantes de armenio oriental son inmigrantes de la antigua Unión Soviética que llegaron principalmente durante la década de 1980. Los armenios nacidos en el Líbano, la Armenia Soviética, Irán y Turquía no dominan perfectamente español. Los armenios nacidos en el extranjero son multilingües y hablan al menos un idioma distinto del armenio y el español. Sin embargo, los armenios de Armenia o el resto de la antigua Unión Soviética suelen hablar el ruso, los del Líbano y Siria suelen hablar árabe y francés,los armenios iraníes hablan persa y los armenios de Estambul hablan turco.

## Lectura adicional
- Armenia,  The New Encyclopaedia Britannica , 15a edición, vol. I, Chicago, 1987, p.565.
- Alfonso Toro Patiño,  El Quindío .  Perfil histórico y socioeconómico , Bogotá, 1966, p.65.
- Zavén Sabundjián,  Monumento a los mártires armenios en la ciudad de Armenia en Colombia , Oshagán Aleppo, diciembre de 1983, p.28.
- Armenia,  Enciclopedia soviética armenia Archivado el 31 de octubre de 2019 en Wayback Machine. , vol. 2, Ereván, 1975, p. 94 (en armenio).
- Hovhannés Babesián, Enciclopedia. "Compendio de conocimientos útiles", Beirut, 1961, p. 15 (en armenio).